# 无锡抗日青年流亡服务团

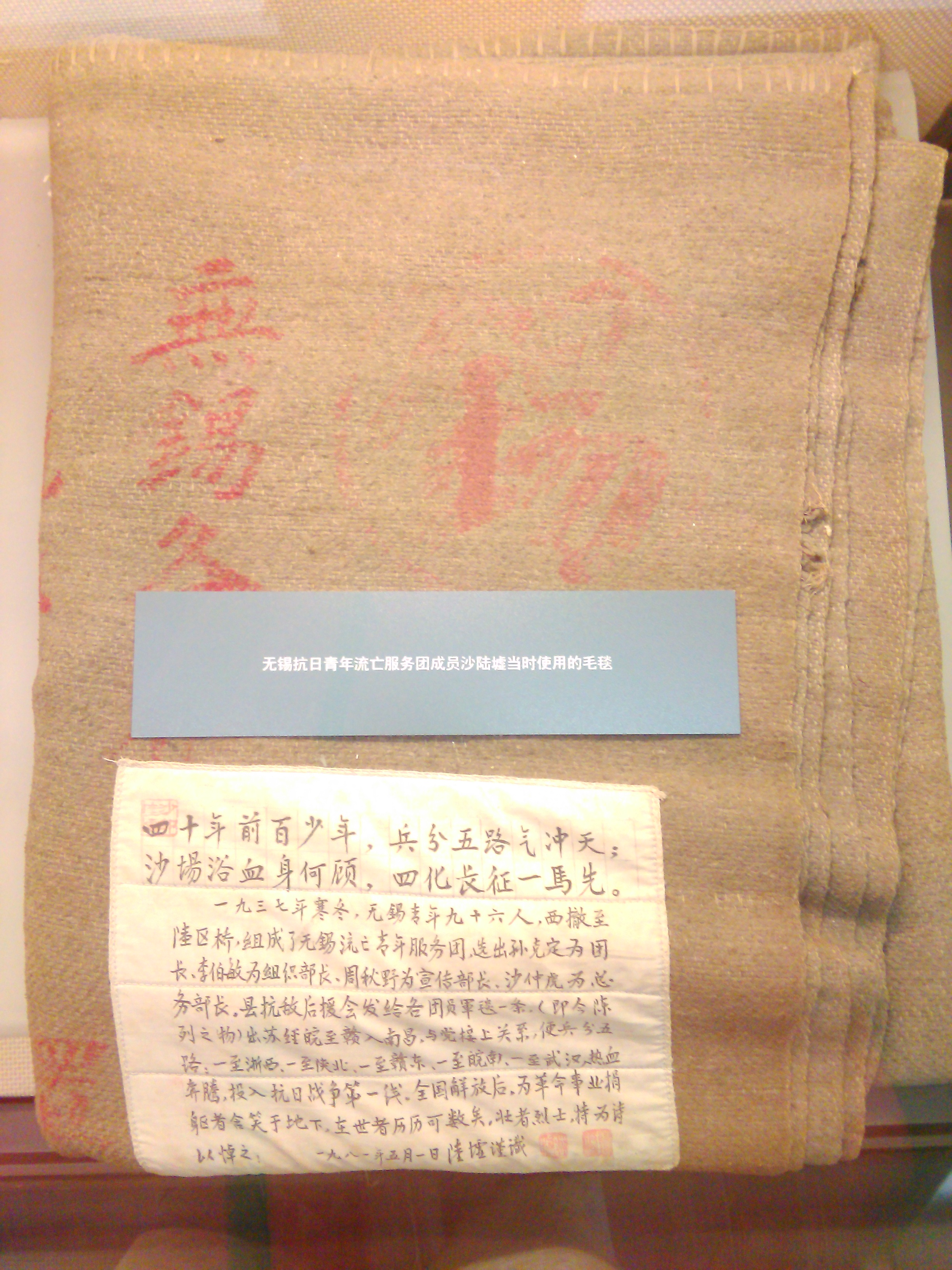
1937年无锡青年界抗敌后援会发给流亡服务团的毛毯，由成员沙陆墟捐赠给无锡博物院

无锡抗日青年流亡服务团，简称锡流，是1937年11月成立的一个由中国共产党地下党组织、江苏无锡县学生主要组成的抗日青年流亡组织。队伍经江苏转战安徽、河南、江西、湖北等省，服务团绝大多数成员最终参与到抗日战争等。

## 背景
1935年8月，上海、南京两地读书会负责人在无锡太湖王昆仑别墅召开万方楼会议，参会成员有钱俊瑞、王昆仑、曹亮、曹孟君、孙晓村、陈佩三等。会议传达了中共中央《为抗日救国告全国同胞书》（《八一宣言》）的精神，并在各地读书会的基础上筹建救国会。1936年5月底，全国各界救国联合会在上海正式成立。同年8月，无锡成立无锡学社，干事会由李伯敏、陈佩三、钱敏、薛永辉、蔡翔云、周婉如、宋犁夫等人组成。1937年1月28日，学社负责人被逮捕停止工作，这些人陆续释放后，7月他们抵达上海参加全国各界救国联合会举办的抗日救亡训练班。在返回无锡后，筹建无锡各界青年抗敌后援会，9月组成无锡青年界抗敌后援会。

## 经过
上海、昆山、苏州相继沦陷，为保留抗日力量，中共无锡支部决定在1937年11月底撤出一批“锡青抗”骨干成员。其中以无锡西北的陆区桥小学集中80余人，最初计划是去宜兴、溧阳打游击，出发前命名“无锡青年抗敌救亡服务团”。抵达溧阳后，他们与当地的溧阳青年抗日服务团（沈兰芝、黄金鉴、方克强、张之宜等）、溧阳青年抗日宣传队、上海蚂蚁社救亡演剧团（何惧、张庚、张铮、陈锦清等）、上海文化界内地服务团（柳湜、柳乃夫、李竹平等）会合。决定统一行动，但他们在溧阳附近的活动均受阻。与此同时，日军兵分两路，一路沿沪宁线西进、一路沿太湖南侧大迂回，溧阳陷入包围中。三方负责人召开紧急联席会议，决定向后方转移，无锡的救亡青年决定正式成立无锡抗日青年流亡服务团，推选孙克定为团长，周秋野、钱敏、吴志明担任副团长。服务团下辖三个分队，负责人包括有薛永辉、严文祥、李伯敏、王新、陈佩三、包厚昌等。当时队伍就目的地有两种意见，一种是去武汉寻找八路军办事处。另一种是江西寻找中共地下党与红军，武装后反攻江南。两种意见的共同点均为西进，于是先统一向安徽芜湖进发，途中遇到零散的各地青年，总人数达到130多人。
遇到日军轰炸长江航道，英国怡和商行的德和轮被炸毁，数百难民身亡。锡流与溧阳青年尚未登船，但对是否过江产生不同意见。周秋野、薛永辉率领第一队决定渡江，经合肥改坐火车入蚌埠、徐州，向西抵达郑州，再南下抵达武汉八路军办事处。第二批以“锡流”人员为主，同时包括溧阳的张之宜、陆平东、朱行厚等，由王新、包厚昌、陈佩三、张之宜等带领，以垦殖代表团先遣团的名义抵达九江。剩余“锡流”和溧阳人员在孙克定、钱敏、吴志明等带领下，沿江步行过繁昌、铜陵，在大通抵达九江与先期人员会合。
吴志明、陈立平、钱敏、陈佩三、陈云霞、华英去中共中央长江局联系组织关系，转乘轮船抵达武汉八路军办事处。其余人改乘火车到达南昌，找到新四军办事处。溧阳的大部青年在到达安庆后，应当地抗敌后援会的要求，留下几人协助开展抗日救亡工作，其余人员向西南经东至达波阳，渡过鄱阳湖抵达南昌，与“锡流”人员汇合。

## 后续
无锡抗日青年流亡服务团的大多数成员均参与到后续的抗日战争等：
- 周秋野，考入山西民族革命大学，毕业后进入山西青年抗敌决死队，中华人民共和国成立后，担任中华人民共和国驻澳大利亚、南斯拉夫大使等
- 严文祥，考入山西民族革命大学，毕业后进入山西青年抗敌决死队
- 薛永辉，考入国共合作中的阎锡山卫队师第六十六师，后抵达延安，后经组织安排，返回太湖地区坚持游击武装斗争
- 孙明，考入国共合作中的阎锡山卫队师第六十六师，后抵达延安
- 胡任方，考入国共合作中的阎锡山卫队师第六十六师，后抵达延安
- 程雪，考入国共合作中的阎锡山卫队师第六十六师，后抵达延安
- 胡任方，考入国共合作中的阎锡山卫队师第六十六师，后抵达延安
- 苏敏（原名胡国璠），考入国共合作中的阎锡山卫队师第六十六师，后抵达延安
- 宋品珍，因病早逝
- 王达三，第二次国共内战，牺牲于塔山战役
- 吴志明，供职于新四军第三师和内蒙古地区
- 陈立平，在太湖地区坚持敌后作战，中华人民共和国成立后担任江苏省政协副主席。
- 孙克定，抗日战争结束后继续从事数学研究，成为著名数学家。
- 宿士平，在金华从事地下工作被捕，关押上饶集中营，经茅家岭暴动到达茅山根据地。
- 杨增，返回江南开展抗日武装斗争
- 朱穆之，从事银行工作。
- 钱敏，加入熊式辉筹建的江西省青年服务团第五大队，担任秘密支部书记。后返乡苏南东路地区从事民运，中华人民共和国成立后担任第四机械工业部部长。
- 陈佩三，加入熊式辉筹建的江西省青年服务团第五大队，担任大队长
- 周婉如，加入熊式辉筹建的江西省青年服务团第五大队，担任秘密支部书记
- 李伯敏，加入熊式辉筹建的江西省青年服务团第五大队，担任秘密支部书记。转移到浙江，后被捕牺牲于监狱。
- 沈啸森，加入熊式辉筹建的江西省青年服务团第五大队，担任组织委员
- 陈佩三，返回无锡，担任中共无锡县委书记，后因病去世
- 周婉如，抵达延安，以中共七大代表身份参加七大
- 谢志成，与陈丕显结婚
- 柳肇珍，与新四军第六师十六旅旅长罗忠毅结婚，在日军突袭宜兴中牺牲。
- 蔡翔云，在福建作战牺牲
- 华英，在福建作战牺牲
- 徐品芳，在福建作战牺牲
- 孙竹云，在福建作战，与中共福建省委书记曾镜冰结婚
- 杨兰珍，在福建作战
- 宋梅影，在福建作战
- 孙章录，参加铅山县抗日青年服务团，后返回苏南在太湖地区作战，中华人民共和国成立后担任浙江省政协副主席。
- 李广，参加铅山县抗日青年服务团，后转战茅山、鲁南，中华人民共和国成立后担任中共新疆维吾尔自治区党委常委、组织部长。
- 陈野萍，参加铅山县抗日青年服务团。
- 严永洁，与时任中共赣东特委书记谭启龙结婚，在福建作战。
- 程桂芬，参加铅山县抗日青年服务团。
- 包厚昌，参加石塘赣东公学，后加入战地服务团，随新四军东进江南东路，中华人民共和国成立后，担任江苏省委书记处书记，江苏省政协主席。
- 王新，参加石塘赣东公学，后加入战地服务团，随新四军东进江南东路，后阵亡牺牲。
- 张之宜，参加石塘赣东公学，后加入战地服务团，在太湖地区长期从事武装斗争。
- 孙慎，参加石塘赣东公学，后加入战地服务团
- 孙顾，参加石塘赣东公学，后加入战地服务团
- 徐品芳，参加石塘赣东公学，后加入战地服务团
- 殷梅倩，参加石塘赣东公学，后加入战地服务团
- 龚鹏佐，参加石塘赣东公学，后加入战地服务团，随新四军东进江南东路，后阵亡牺牲。
- 邵钟，参加石塘赣东公学，后加入战地服务团
- 华仁义，参加石塘赣东公学，后加入战地服务团，随新四军作战，后阵亡牺牲。
- 施立人，参加石塘赣东公学，后加入战地服务团，随新四军作战，后阵亡牺牲。
- 张祖耀，参加石塘赣东公学，后加入战地服务团
- 侯日千，参加石塘赣东公学，后加入战地服务团
- 陆平东，参加石塘赣东公学，后加入战地服务团
- 朱行厚，参加石塘赣东公学，后加入战地服务团
- 范敏，参加石塘赣东公学，随新四军作战，后阵亡牺牲。
- 顾风，参加石塘赣东公学，后在福建作战。
- 沙陆墟（原名沙仲虎），参加石塘赣东公学，后在福建作战，担任《闽北日报》编辑、《南方日报》总编辑。中国作家协会成员。
- 程兰芬，留在江西作战。
- 张君实，留在江西作战。
- 舒仁岳，留在江西作战。
- 杨云轩，皖南事变中阵亡。
- 钱浩元，茅山战役中阵亡。

## 纪念
2007年4月，无锡市新四军历史研究会、无锡博物院、江苏省锡山高级中学决定在匡村中学旧址上设立“无锡抗日青年流亡服务团纪念馆”，并于10月开馆，钱敏题写馆名。